# Енбек (Жетысайский район)
Енбек (каз. Еңбек) — село в Жетысайском районе Туркестанской области Казахстана. Входит в состав Каракайского сельского округа. Код КАТО — 514467300.

## Население
По данным 1999 года, в селе не было постоянного населения. По данным переписи 2009 года, в селе проживало 57 человек (30 мужчин и 27 женщин).